# Chiesa della Beata Vergine del Buon Consiglio (Sorisole)
La chiesa di Santa Maria del Buon Consiglio è la parrocchiale di Petosino frazione di Sorisole, situata in via Martiri della Libertà, 108, in provincia di Bergamo, facente parte del vicariato di Almenno-Ponteranica-Villa d'Almè.

## Storia
La chiesa viene indicata nella relazione della visita pastorale del vescovo Giovanni Paolo Dolfin del 1780 la chiesa viene indicata come di nuova costruzione nella contrada di Petosino, e sussidiaria di quella di San Pietro di Sorisole.
La chiesa fu elevata a parrocchia nel XX secolo. Fu il vescovo Luigi Maria Marelli a separare le chiese di Petosino da quelle di Sorisole, consacrando la chiesa e mantenendone l'intitolazione alla Beata Vergine del Buon Consiglio ed elevandola a parrocchia con decreto del 14 gennaio 1926. Il 24 gennaio 1928 fu riconosciuta l'erezione canonica civilmente con Regio decreto. Il documento è conservato negli archivi parrocchiali.
La chiesa fu inserita con decreto del 27 maggio 1979 del vescovo Giulio Oggioni nel vicariato locale di Almenno San Salvatore - Ponteranica - Villa d'Almé.

## Descrizione

### Esterno
L'edificio di culto, dal classico orientamento a est, è preceduto dal sagrato pavimentato con lastre di pietra, è tripartita da doppie lesene e complete di alta zoccolatura terminante con semplici capitelli che sorreggono la cornice marcapiano che divide la facciata in due ordini. Nella sezione centrale leggermente avanzata rispetto alle parti laterali vi è il grande ingresso principale ligneo completo di paraste in pietra e architrave che regge il timpano. La parte superiore centrale presenta un'ampia finestra a tuttotondo atta a illuminare l'aula, inserita in un bassorilievo con arco. La facciata con due mensole a forma di testa d'angelo dove poggia il timpano dentellato dove è posta centralmente la croce lignea mentre alle estremità del tetto due fiaccole. Le sezioni laterali leggermente spostate terminano con lesene mentre la parte superiore a vela è completata da due fiaccole.

### Interno
La navata unica dell'interno della chiesa si sviluppa in quattro campate divise da lesene che sorreggono la trabeazione e il successivo cornicione che percorre tutta l'aula. La navata è coperta da volta a crociera. Nella prima campata a sinistra vi è il fonte battesimale e corrispondente la zona penitenziale con il confessionale. La campata successiva vede l'altare intitolato a san Giuseppe e corrispondente quello del Santo Cuore di Gesù. 

L'altare dedicato alla Madonna è posto a sinistra della terza campata, e corrispondente quello dedicato a san Gaetano. L'ultima presenta le aperture che collegano l'aula alla sagrestia e a una zona deposito.
La zona presbiteriale è sopraelevata da tre alzate e presenta la copertura di volta a Botte, e termina con catino absidale.